# Micro-trou noir
Pour les articles homonymes, voir Trou noir (homonymie).
Les micro-trous noirs sont de minuscules trous noirs hypothétiques, également appelés trous noirs quantiques ou mini-trous noirs, pour lesquels les effets liés à la mécanique quantique jouent un rôle important.
Il est possible que de tels trous noirs quantiques aient été créés dans l'environnement très dense de l'univers primordial, ou au cours de transitions de phases ultérieures : on parle dans ce cas de trous noirs primordiaux. Ils pourraient être détectés prochainement par les astrophysiciens, grâce aux particules qu'ils devraient émettre par rayonnement de Hawking.
Certaines théories impliquant des dimensions d'espace supplémentaires prédisent que des micro-trous noirs pourraient être formés à des énergies relativement basses, de l'ordre du TeV (téra-électron-volt) : c'est un domaine d'énergie qui sera accessible aux accélérateurs de particules tels que le LHC (Large Hadron Collider). La médiatisation de cette possibilité a provoqué des inquiétudes parmi la population. Cependant, les trous noirs quantiques éventuellement produits s'évaporeraient instantanément, soit en totalité, soit en laissant un résidu n’interagissant que très faiblement. En plus des arguments théoriques, on constate que les rayons cosmiques dont la Terre est bombardée continuellement n'ont produit aucun cataclysme, bien que leur énergie dans le centre de masse puisse atteindre des centaines de TeV.

## Masse minimale d'un trou noir
En principe, un trou noir peut avoir n'importe quelle masse supérieure à la masse de Planck. Pour produire un trou noir, il suffit de concentrer suffisamment de masse ou d'énergie dans une région donnée, en sorte que la vitesse d'échappement de cette région soit supérieure à la vitesse de la lumière. Cette condition donne le rayon de Schwarzschild, {\displaystyle R=2GM/c^{2}}, où G est la constante de Newton
et c la vitesse de la lumière. Cela correspond à la taille d'un trou noir de masse M.
Par ailleurs, la longueur d'onde de Compton {\displaystyle \lambda =h/Mc},
où h est la constante de Planck,
représente la taille de la plus petite région où l'on puisse localiser une masse M au repos. Pour M suffisamment faible, la longueur d'onde Compton excède le rayon de Schwarzschild, et il est impossible de former un trou noir. La masse minimale d'un trou noir est ainsi du même ordre de grandeur que la masse de Planck, {\displaystyle {\sqrt {hc/2\pi G}}}. Celle-ci vaut environ 2 × 10−8 kg, soit 1,2 × 1016 TeV/c2.
Certaines extensions de la physique contemporaine supposent l'existence de dimensions d'espace supplémentaires.
Dans ces conditions, la force de gravité peut augmenter plus rapidement quand la distance diminue que dans la représentation habituelle d'un espace à trois dimensions. Pour certaines configuration des dimensions supplémentaires, 
cet effet peut réduire la masse de Planck jusqu'à l'échelle du TeV. Si les prédictions de ces modèles sont vraies, la production de micro-trous noirs pourrait être un effet important et observable au LHC. Ce serait aussi un phénomène naturel courant provoqué par les rayons cosmiques.

## Stabilité d'un micro-trou noir

### Rayonnement de Hawking
En 1974, Stephen Hawking a affirmé que les effets quantiques provoquent l'évaporation des trous noirs, par l'émission de particules telles que photons, électrons, quarks, gluons, etc. ; ce mécanisme a été nommé "rayonnement de Hawking". Ses calculs de thermodynamique des trous noirs montrent que plus un trou noir émet de la matière (perdant ainsi de la masse), plus sa température augmente, ce qui accroît constamment le taux d'évaporation jusqu'à ce que la masse du trou noir atteigne l'échelle de la masse de Planck. Cela revient à dire que plus un trou noir est petit, plus il disparaît rapidement.

### Conjectures sur l'état final
Une fois atteinte l'échelle de la masse de Planck, le trou noir aurait une température de TP / 8π (5,6 × 1032 K), ce qui signifie qu'une particule émise par rayonnement de Hawking aurait une énergie comparable à la masse du trou noir. À ce stade, le traitement thermodynamique n'est plus approprié, et le trou noir ne peut plus être décrit de façon classique.
Le destin final du trou noir pourrait être l'évaporation totale, ou la formation d'un objet résiduel dont la masse serait proche de la masse de Planck. Si les conjectures concernant les trous noirs quantiques sont correctes, le nombre d'états quantiques possibles au voisinage de la masse de Planck deviendrait tellement réduit que le micro-trou noir ne pourrait pratiquement plus interagir avec son environnement. Il est également possible que ces objets ne puissent pas absorber d'énergie gravitationnelle à cause de larges intervalles entre leurs niveaux d'énergie autorisés ; ils ne pourraient pas non plus émettre de particules par rayonnement de Hawking, pour les mêmes raisons. Les résidus de micro-trous noirs seraient alors des objets stables. Ce pourrait être l'origine des WIMPs (Weakly Interacting Massive Particles), 
hypothétiques particules très massives et difficilement détectables, dont l'existence a été supposée afin d'expliquer la matière noire.

## Trous noirs primordiaux

### Formation dans l'univers primordial
La production d'un trou noir requiert la concentration de masse ou d'énergie à l'intérieur du rayon de Schwarzschild correspondant. On pense que, peu de temps après le Big Bang, l'Univers était suffisamment dense pour être contenu dans son propre rayon de Schwarzschild. Cependant, la rapidité de son expansion lui aurait alors évité l'effondrement gravitationnel. Ceci n'exclut pas la possibilité que des trous noirs de tailles diverses se soient formés localement.
Les trous noirs formés de cette façon sont nommés trous noirs primordiaux. Il s'agit de la théorie la plus largement acceptée pour la formation de micro-trous noirs.

### Effets observables attendus
Chaque trou noir primordial de masse suffisamment faible devrait s'évaporer par rayonnement de Hawking jusqu'à atteindre la masse de Planck, durant le temps vie de l'Univers. Ainsi, les trous noirs primordiaux ayant eu une masse initiale d'environ 1012 kilogrammes seraient actuellement en phase finale d'évaporation (les plus légers ayant déjà terminé de s'évaporer). Dans les circonstances optimales, le télescope spatial Fermi destiné à l'astronomie gamma, qui a été lancé en juin 2008, pourrait détecter des preuves expérimentales de l'existence et de l'évaporation des trous noirs primordiaux, en observant des sursauts gamma associés à leur fin de vie,.
Il est peu probable qu'une collision entre un micro-trou noir et un objet comme une étoile ou une planète présente des effets observables. En effet, la taille de ces trous noirs est si réduite qu'ils pourraient passer à travers la matière ordinaire, constituée d'atomes, sans interagir avec plus de quelques-uns de ces atomes,,,.

## Micro-trous noirs créés par l'Homme

### Peut-on produire des micro-trous noirs?
Si la gravité est décrite dans un espace présentant les trois dimensions habituelles, l'énergie minimale requise pour la formation d'un trou noir microscopique est de l'ordre de 1016 TeV, et doit être concentrée dans un rayon d'environ 10−31 m : ce qui est largement hors de portée de toute technologie actuelle. On estime que, pour atteindre ces conditions au cours d'une collision de particules, en employant les champs magnétiques que l'on est capable de produire actuellement, il faudrait un accélérateur circulaire de 1000 années-lumière de diamètre
afin de pouvoir maintenir les particules sur leur trajectoire.[réf. nécessaire]
Cependant, pour certaines théories faisant appel à des dimensions supplémentaires, la masse de Planck peut se trouver réduite à l'échelle du TeV. Le LHC (Large Hadron Collider) est prévu pour atteindre une énergie de 14 TeV. Il a ainsi été avancé que la production de trous noirs quantiques pourrait être un phénomène observable au LHC,,,, ou dans de futurs accélérateurs atteignant de plus hautes énergies. De tels trous noirs se désintègreraient en émettant des jets de particules, qui pourraient être captés par les détecteurs de ces dispositifs,. Au bout d'un peu plus d'un an de fonctionnement, les chercheurs travaillant sur CMS au LHC annoncent n'avoir découvert aucune signature d'un micro-trou noir.

### Arguments de sûreté
Les calculs de Stephen Hawking, ainsi que des arguments plus généraux basés sur la mécanique quantique, prédisent que les micro-trous noirs créés à l'échelle de Planck s'évaporent presque instantanément. D'autres arguments établissant la sûreté des collisions de particules à haute énergie ont été présentés dans un article de S.B. Giddings and M.L. Mangano
(voir aussi M.E. Peskin) : 
qui montre que, dans des scénarios hypothétiques pour lesquels des micro-trous noirs stables pourraient porter atteinte à la Terre, de tels trous noirs auraient déjà été produits par les rayons cosmiques et provoqué la destruction des objets astronomiques comme la Terre, le Soleil, les étoiles à neutrons ou les naines blanches.